# Айдалу (Техас)
Айдалу (англ. Idalou) — місто (англ. city) в США, в окрузі Лаббок штату Техас. Населення — 2193 особи (2020).

## Географія
Айдалу розташований за координатами 33°39′45″ пн. ш. 101°41′0″ зх. д. / 33.66250° пн. ш. 101.68333° зх. д. (33.662497, -101.683374).  За даними Бюро перепису населення США в 2010 році місто мало площу 2,54 км², уся площа — суходіл.

## Демографія
Згідно з переписом 2010 року, у місті мешкало 2250 осіб у 821 домогосподарстві у складі 613 родин. Густота населення становила 887 осіб/км².  Було 880 помешкань (347/км²).
Расовий склад населення:
| - 86,8 % — білих - 1,4 % — чорних або афроамериканців - 0,1 % — корінних американців - 9,7 % — осіб інших рас |

До двох чи більше рас належало 2,0 %. Частка іспаномовних становила 46,4 % від усіх жителів.
За віковим діапазоном населення розподілялося таким чином: 27,8 % — особи молодші 18 років, 54,8 % — особи у віці 18—64 років, 17,4 % — особи у віці 65 років та старші. Медіана віку мешканця становила 39,1 року. На 100 осіб жіночої статі у місті припадало 99,8 чоловіків;  на 100 жінок у віці від 18 років та старших — 92,3 чоловіків також старших 18 років.
Середній дохід на одне домашнє господарство  становив 80 699 доларів США (медіана — 60 938), а середній дохід на одну сім'ю — 91 644 долари (медіана — 63 527). Медіана доходів становила 38 750 доларів для чоловіків та 35 559 доларів для жінок. За межею бідності перебувало 11,2 % осіб, у тому числі 14,5 % дітей у віці до 18 років та 11,7 % осіб у віці 65 років та старших.
Цивільне працевлаштоване населення становило 1178 осіб. Основні галузі зайнятості: освіта, охорона здоров'я та соціальна допомога — 21,0 %, роздрібна торгівля — 12,1 %, виробництво — 10,9 %.